# 古阿拉德
古阿拉德（法語：Goualade，法語發音：[ɡwalad]）是法国吉伦特省的一个市镇，位于该省东南部，属于朗贡区。

## 地理
古阿拉德（44°18'41"N, 0°8'40"W）面积17 平方千米，位于法国新阿基坦大区吉倫特省，该省份为法国西南部沿海省份，是法國本土面积最大的省，北起滨海夏朗德省，西临大西洋，南至朗德省，东南接洛特-加龍省，东临多爾多涅省。
与古阿拉德接壤的市镇（或旧市镇、城区）包括：圣马丹屈尔通、吉斯科、莱尔姆和米塞、马里翁、圣米歇尔-德卡斯泰尔诺、埃斯科德。

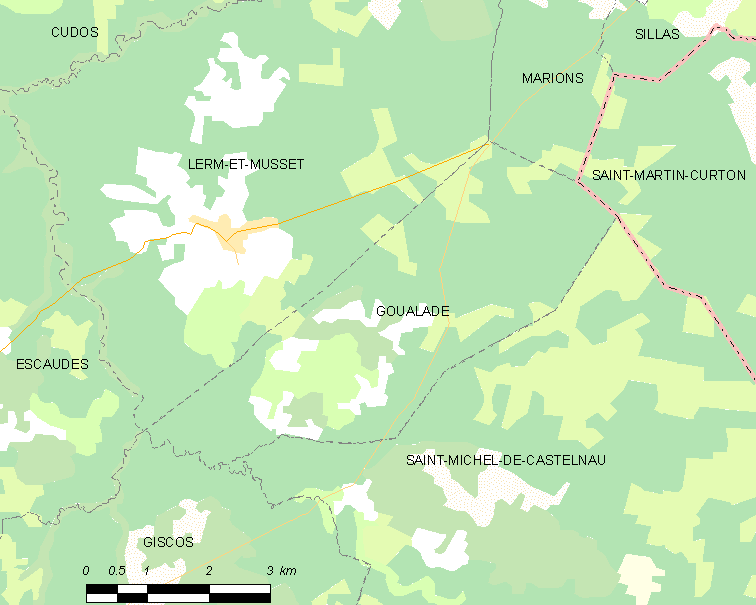
古阿拉德的OSM定位图

古阿拉德的时区为UTC+01:00、UTC+02:00（夏令时）。

## 行政
古阿拉德的邮政编码为33840，INSEE市镇编码为33190。

## 政治
古阿拉德所属的省级选区为南吉伦特县。

## 人口

1962-2008年间古阿拉德人口变化图示

古阿拉德于2022年1月1日时的人口数量为107人。